# Pintura de plom
La pintura de plom és una pintura que conté plom, un metall pesant utilitzat com a pigment, sent les més comunes cromat de plom(II) (PbCromCrO₄, "groc crom" i carbonat de plom(II) (PbCO₃, "plom blanc"). S'usa a la pintura a l'oli. També s'afegeix plom a la pintura per accelerar-ne l'assecada, augmentar-ne la durabilitat, conservar una aparença fresca i resistir a la humitat que causa corrosió. La indústria i les milícies encara utilitzen pintures amb un contingut significatiu de plom. Per exemple, a vegades es fa servir pintura amb plom per pintar carreteres i les línies dels aparcaments.

## Toxicitat
Tot i que el plom millora el rendiment de la pintura, és una substància perillosa. És especialment nociu pels nens de menys de sis anys, el cos dels quals encara està en desenvolupament. El plom provoca danys al sistema nerviós, pèrdues d'oïda, un creixement atrofiat i un desenvolupament retardat. També pot causar danys renals i afecta tots els sistemes i aparells d'òrgans del cos. També és perillós pels adults, i pot causar problemes reproductius tant als homes com les dones.
Un mite relacionat amb la pintura basada en el plom és que la causa més habitual d'enverinament és menjar-se flocs de pintura caiguts. De fet, la via més habitual d'exposició al plom durant la infantesa és la ingestió de pols de plom durant el contacte habitual de mà a boca, durant el qual els infants s'empassen pols caiguda de pintura deteriorada o pols amb plom generada durant les reformes o la pintura. La pols de plom de pintura remodelada o deteriorada cau a terra on juguen els nens, que la poden ingerir.